# Jürgen Zimmerer

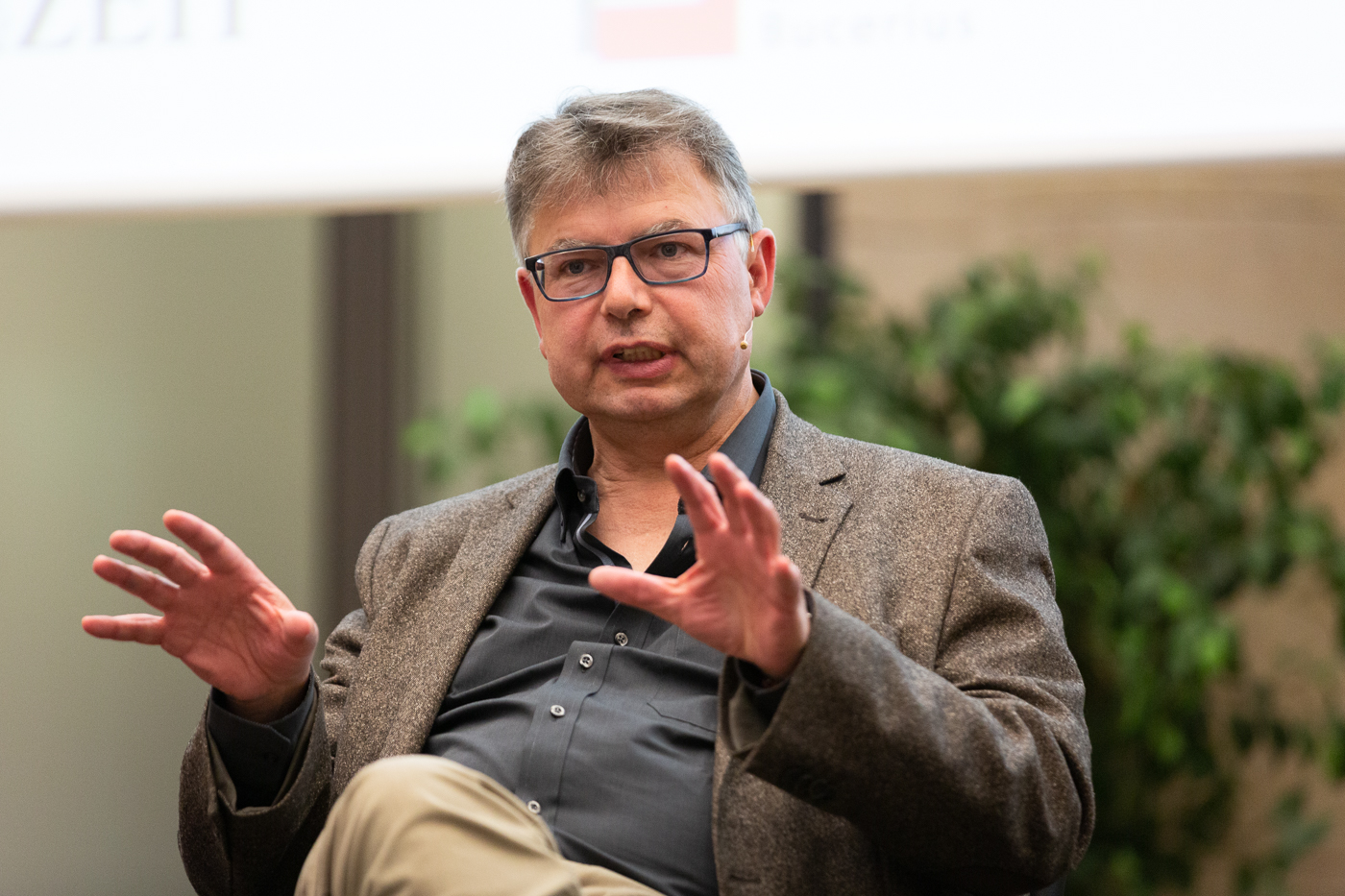
Jürgen Zimmerer im Mai 2019 bei einer Diskussion im ZEIT Forum Wissenschaft über das Humboldt Forum.

Jürgen Zimmerer (* 14. April 1965 in Wörth an der Donau) ist ein deutscher Historiker und Afrikawissenschaftler. Er ist seit 2010 Professor für die Geschichte Afrikas an der Universität Hamburg und leitet seit 2014 die Forschungsstelle Hamburgs (post-)koloniales Erbe. Zimmerer ist einer der führenden Vertreter der sogenannten Kontinuitätsthese, nach der es eine Kontinuität von den kolonialen Verbrechen des Deutschen Reiches in Südwestafrika zum Holocaust gegeben habe.

## Leben
Jürgen Zimmerer studierte Geschichte, Politikwissenschaft und Germanistik an den Universitäten Regensburg, Oxford und Freiburg im Breisgau. Zu seinen akademischen Lehrern gehörten vor allem Leslie Mitchell, Hartmut Pogge von Strandmann, Judith M. Brown und Terence Osborn Ranger. Im Jahr 1991 erwarb er einen M.A. in Modern History an der Universität Oxford, im Jahr 2000 die Promotion in Freiburg i. Br. mit einer von Wolfgang Reinhard und Christoph Marx betreuten Arbeit zur deutschen Kolonialherrschaft in Namibia.
Zimmerer war von 2001 bis 2002 Lehrbeauftragter für Afrikanische Geschichte an der Universität Kiel und von 2002 bis 2004 als Postdoktorand an der Universität Coimbra in Portugal tätig. Von 2004 bis 2005 war er wissenschaftlicher Mitarbeiter an der Universität Duisburg-Essen, von 2005 bis 2010 zunächst Lecturer, dann Reader in Globalgeschichte an der Universität Sheffield. 2008 gründete er dort das Sheffield Centre for Genocide Studies, das erste seiner Art in Großbritannien. 2010 lehnte er einen Ruf auf eine Stiftungsprofessur an die University of Minnesota/Minneapolis, verbunden mit dem Direktorenposten des dortigen Centre for Holocaust and Genocide Studies ab und nahm einen Ruf auf die Professur für Globalgeschichte (Schwerpunkt Afrika) an die Universität Hamburg an. Seit Wintersemester 2010/11 lehrt Zimmerer dort als Nachfolger von Andreas Eckert.
Im Jahr 2014 wurde Zimmerer Gründungsdirektor der Forschungsstelle Hamburgs (post-)koloniales Erbe. Er ist Mitglied im Rat für Migration, im Verband der Historiker und Historikerinnen Deutschlands, in der American Historical Association, im Verein von Afrikanisten in Deutschland, im Arbeitskreis Militärgeschichte und in der Forschungsstiftung für Vergleichende Europäische Überseegeschichte. Zimmerer ist Mitbegründer des Forschungsnetzwerks International Network of Genocide Scholars und amtierte von 2005 bis 2017 als dessen Gründungspräsident. Von 2005 bis 2011 war er Herausgeber des Journal of Genocide Research.
Zimmerer ist verheiratet und hat zwei Töchter.

## Forschungsschwerpunkte
Seine Forschungsschwerpunkte sind die Geschichte des Kolonialismus, Postkolonialismus, die Vergleichende Genozidforschung, die Geschichte des Holocaust, des Kalten Krieges sowie die Geschichte Portugals und der portugiesischsprachigen Welt. Zimmerer zählt neben Dirk Moses zu den Hauptvertretern der postkolonialen Kontinuitätsthese, die vielfältige Bedingungsverhältnisse, Kraftlinien und Kontinuitäten von Kolonialismus und Nationalsozialismus annimmt. Auf mögliche Bezugs- und Verbindungslinien zwischen Kolonialismus, Imperialismus und Holocaust hatten bereits Hannah Arendt oder Aimé Césaire in den 1950er Jahren hingewiesen. Zimmerer veröffentlichte 2003 seinen ersten Aufsatz zum Verhältnis von Kolonialismus und Nationalsozialismus. Ziel des Artikels ist der „systematische Versuch [...], die nationalsozialistische Expansions- und Besatzungspolitik als kolonial darzustellen“. Ihm kommt das Verdienst zu, eine Reihe von Ähnlichkeiten zwischen Kolonialismus und Nationalsozialismus aufgezeigt zu haben und die koloniale Vergangenheit Deutschlands verstärkt in das akademische und politische Gespräch gebracht zu haben. Zudem lieferte er für die Diskussion über den Zusammenhang von Kolonialismus, Gewalt und Vernichtung neue Impulse und hat die Frage nach den Wirkungen der in der Kolonialzeit ausgeübten Massaker neu formuliert und empirisch untermauert. Nach Zimmerer wurden die von den Kolonialherren praktizierten Verhaltensweisen von den Nationalsozialisten zum Vorbild genommen und perfektioniert. Nach Zimmerers These ließen sich die „Verbrechen der Nationalsozialisten nicht monokausal auf die Tradition des europäischen Kolonialismus“ zurückführen, dieser sei jedoch ein „wichtiger Ideengeber“. Nach Zimmerer war die Niederschlagung des Hereroaufstandes „der erste deutsche Genozid“ des 20. Jahrhunderts. Er zog eine Linie der genozidalen Gewalt von „Windhuk nach Auschwitz“. Der Feldzug gegen die Herero und später die Nama sei in vieler Hinsicht „paradigmatisch für den nationalsozialistischen Vernichtungskrieg“ und „selbst die Ermordung der Juden“ sei ohne die kolonialen Vorstufen „wohl nicht möglich“ gewesen. Nach Zimmerers Ansicht zeigt das koloniale Beispiel „das destruktive und menschenverachtende Potential in Teilen des bürokratischen und militärischen Establishments, das bereits genozidale Züge aufwies“. Auch für Michael Brumlik gewinnt die „Vorbildfunktion der deutschen Kolonialkriege“ für die nationalsozialistische Vernichtungspolitik „immer stärker an Plausibilität“.
Auf strukturelle Mängel der Kontinuitätsthese haben hingegen Pascal Grosse, Gesine Krüger, Birthe Kundrus und Steffen Klävers hingewiesen. So habe der Genozidbegriff die historischen Spezifika des Holocausts ignoriert, strukturelle Ähnlichkeiten von kolonialen Mischehenverboten und Nürnberger Gesetzen haben sich als zu unterschiedlich erwiesen oder die Unterscheidung zwischen kolonialem Rassismus und Antisemitismus sei nicht hinreichend adäquat berücksichtigt worden. Birthe Kundrus betonte vielmehr die strukturellen Differenzen zwischen deutschem Kolonialismus und Holocaust. Es gebe deutliche „Differenzen der zugrundeliegenden rassistischen Feindbilder und der aus ihnen resultierenden Praxis der Verfolgung“. In neueren Aufsätzen räumte Zimmerer ein, dass auch andere Traditionsstränge wie Antisemitismus, Antibolschewismus und Antislawismus auf dem „Weg von Windhuk nach Auschwitz“ eine Rolle spielen. Zwölf Aufsätze zu dieser Thematik von 2001 bis 2009 hat Zimmerer 2011 in einem Sammelband herausgegeben. Die Herausgabe des Sammelbandes begründete Zimmerer im Vorwort vor allem damit, seine Argumentationen gebündelt vorlegen zu wollen.
Mit seiner politik- und verwaltungsgeschichtlichen Dissertation aus dem Jahr 2000 verfolgt Zimmerer das Ziel, die Lücke einer systematischen Behandlung der „Eingeborenenpolitik“ während der deutschen Herrschaft in Namibia in den Jahren zwischen 1905 und 1914 zu schließen. Für seine Untersuchung hat Zimmerer nicht nur die Archive des Reichskolonialamtes im Bundesarchiv Berlin-Lichterfelde ausgewertet, sondern auch die nur vor Ort in Windhoek frei zugänglichen Archivbestände des Zentralbureaus des kaiserlichen Gouvernements. Dabei befasst er sich schwerpunktmäßig mit den vom deutschen Kolonialgouvernement Mitte August 1907 erlassenen „Eingeborenenverordnungen“. Zimmerer hat erstmals detailliert deren Entstehungsgeschichte rekonstruiert und die in den Gesetzestexten fixierte Rechtsnorm mit der Rechtsrealität verglichen. Das Ziel dieser Maßnahmen war nach Zimmerer, eine „rassische Privilegiengesellschaft“ zu errichten, in der die unterschiedliche rechtliche Stellung zunehmend biologisch und ethnisch begründet wurde. Die Arbeit erschien 2021 in englischer Übersetzung.
Im Jahr 2004 jährte sich der Kolonialkrieg, den das deutsche Kaiserreich gegen die Herero und Nama in Deutsch-Südwestafrika (heute Namibia) führte, zum hundertsten Mal. Zu diesem Anlass gaben Zimmerer und Joachim Zeller den Sammelband Völkermord in Deutsch-Südwestafrika heraus.
Étienne François und Hagen Schulze gaben 2001 die dreibändige Darstellung Deutsche Erinnerungsorte heraus. Sie gaben damit Einblicke in die 121 ihrer Meinung nach wichtigsten Bezugspunkte im kulturellen Gedächtnis der Deutschen. Dabei wurde jedoch die koloniale Vergangenheit ausgespart. Als Konsequenz fordert Zimmerer eine postkoloniale Erweiterung der Sicht auf die deutsche (Gedächtnis-)Geschichte. Der von Zimmerer 2013 herausgegebene Sammelband Kein Platz an der Sonne. Erinnerungsorte der deutschen Kolonialgeschichte beinhaltet insgesamt 32 Aufsätze. Mit der Auswahl verfolgt Zimmerer das Ziel, „auf repräsentative Weise die (post)koloniale Welt der Deutschen in ihrer ganzen Spannbreite“ zu beschreiben. Sein Ansatz geht weit über die Zeit der direkten Kolonialherrschaft hinaus. Er will vielmehr „den historischen Ort des Kolonialismus in der deutschen Geschichte erkunden“.

## Debattenbeiträge
Jürgen Zimmerer gilt als Kritiker des Berliner Humboldt Forums, in dessen Konzeption er bereits 2015 eine koloniale Leerstelle ausmachte. 2017 kritisierte er eine seiner Meinung nach dort herrschende „koloniale Amnesie“: Die kolonialen Objekte, die koloniale Tradition und selbst das wiedererrichtete Stadtschloss verweisen jedoch auf den Kolonialismus. Um das Humboldt Forum zu entlasten, forderte er einen zentralen Gedenk- und Forschungsort in Deutschland, wofür vor allem Hamburg als die deutsche Kolonialmetropole in Frage komme. 2018 wiederholte er seine Forderung in der New York Times. Für Zimmerer sind die postkolonialen Debatten die „zentralen Identitätsdebatten Europas“.
In die Diskussion um koloniale Raubkunst und postkoloniale Provenienzforschung brachte er sich auf der Jahrestagung des Deutschen Museumsbundes 2015 in Essen mit der Forderung ein, auf Grund eines extremen Machtungleichgewichts durch die koloniale Situation die Beweislast bei Sammlungen aus kolonialen Kontexten umzukehren. Zimmerer gehörte weiterhin zur Expertenrunde des Deutschen Museumsbundes, die 2018/19 dessen Leitfaden zum Umgang mit Sammlungen aus kolonialen Kontexten erarbeitete.
In der durch die Rücknahme zweier Kinderbücher aus dem Programm des Ravensburger Verlages ausgelösten Rassismusdebatte um den sächsischen Schriftsteller Karl May vertrat Zimmerer die Position, Mays Geschichten seien „zutiefst kolonial und rassistisch“. Gleichwohl sprach er sich dafür aus, die Bücher nicht zu verbieten, sondern sich im Schulunterricht kritisch mit ihnen auseinanderzusetzen.
Als einer der ersten Genozidforscher beschäftigte sich Zimmerer auch mit dem Verhältnis von Klimawandel, kollektiver Gewalt und Genozid. Er plädierte dafür, Umweltwandel und Ressourcenknappheit als Katalysatoren von Gewalt ernst zu nehmen, und prägte dafür den Begriff der „environmental violence“. In diesem Zusammenhang war er Principal Investigator am Exzellenzcluster „Integrated Climate System Analysis and Prediction“ (clisap). Zimmerer warnte 2021, der menschengemachte Klimawandel würde Genozide begünstigen.
Zimmerer kritisierte die Erinnerungspolitik in Deutschland: „Dass antisemitische und rassistische Gewalt anwachsen und eine rechtsextreme Partei in den Umfragen bei 20 Prozent steht, zeigt mir, dass die Vergangenheitsbewältigung in Deutschland in Teilen gescheitert ist“, sagte Zimmerer.

## Schriften (Auswahl)
Monographien
- Von Windhuk nach Auschwitz? Beiträge zum Verhältnis von Kolonialismus und Holocaust (= Periplus-Studien. Bd. 15). LIT Verlag, Münster 2011, ISBN 978-3-8258-9055-1.
  - englische Ausgabe: From Windhoek to Auschwitz? Reflections on the Relationship between Colonialism and National Socialism. De Gruyter, Berlin/Boston 2024, ISBN 978-3-11-075420-9 (online).
- Deutsche Herrschaft über Afrikaner. Staatlicher Machtanspruch und Wirklichkeit im kolonialen Namibia (= Europa – Übersee, Historische Studien. Bd. 10). Lit, Hamburg 2001, ISBN 3-8258-5047-1 (Zugleich: Freiburg (Breisgau), Universität, Dissertation, 2000)

Herausgeberschaften
- mit Kim Sebastian Todzi: Hamburg: Tor zur kolonialen Welt. Erinnerungsorte der (post-)kolonialen Globalisierung. Wallstein Verlag, Göttingen 2021, ISBN 978-3-8353-5018-2.
- Kein Platz an der Sonne. Erinnerungsorte der deutschen Kolonialgeschichte. Campus-Verlag, Frankfurt am Main u. a. 2013, ISBN 978-3-593-39811-2.
- mit Joachim Zeller: Völkermord in Deutsch-Südwestafrika. Der Kolonialkrieg (1904–1908) in Namibia und seine Folgen (= Schlaglichter der Kolonialgeschichte. Bd. 2). 2. Auflage. Links, Berlin 2004, ISBN 3-86153-303-0.
- Climate Change, environmental violence and genocide. Routledge, Taylor & Francis Group, London u. a, 2015, ISBN 978-1-138-05889-7.
- mit Dominik J. Schaller: The Origins of Genocide. Raphael Lemkin as a historian of mass violence. Routledge, London 2009, ISBN 0-415-48026-4.
- mit Michael Perraudin, Katy Heady: German Colonialism and National Identity (= Routledge Studies in Modern European History. Bd. 14). Routledge, Taylor & Francis Group, New York u. a. 2011, ISBN 978-1-138-86808-3.
- Erinnerungskämpfe. Neues deutsches Geschichtsbewusstsein. Reclam, Ditzingen 2023, ISBN 978-3-15-011454-4.